# Didymoplexis trukensis
Didymoplexis trukensis är en orkidéart som beskrevs av Takasi Tuyama. Didymoplexis trukensis ingår i släktet Didymoplexis och familjen orkidéer. Inga underarter finns listade i Catalogue of Life.